# Carles Puyol
Carles Puyol Saforcada (La Pobla de Segur, 13 de abril de 1978) é um ex-futebolista espanhol que atuava como zagueiro.

## Carreira

### Barcelona
Começou no Barcelona B em 1997, sendo promovido à equipe principal do Barcelona dois anos depois, onde jogou como titular. Tido como um dos melhores zagueiros da década de 2000, costumava jogar duro, mas destacava-se por cometer poucas faltas e pela marcação. O treinador Louis Van Gaal tentou colocá-lo em várias posições, como meio-campista e lateral-direito, porém só conseguiu se fixar na defesa.
No início da temporada 2002–03 tornou-se um dos capitães do Barcelona, ao lado do volante Phillip Cocu e do meia Luis Enrique. Na temporada 2004–05, já sob o comando de Frank Rijkaard, assume a função de primeiro capitão.
Com um total de mais de 500 partidas com a camisa do Barcelona, foi titular absoluto da equipe na maior parte da carreira. Ambidestro, usava tanto a perna direita quanto a perna esquerda, por isso também podia atuar tanto na lateral-direita como na esquerda.
No dia 2 de outubro de 2012, em partida valida pela Liga dos Campeões da UEFA contra a equipe do Benfica, aos 75 minutos de jogo, quando foi ao ataque para tentar cabecear, Puyol caiu de mau jeito e acabou sofrendo uma grave lesão no braço esquerdo, tendo uma fratura séria. A cena do jogador no chão, com o braço virado, chocou todos no estádio. O atacante Alexis Sánchez, por exemplo, cobriu o rosto, e até a torcida do Benfica aplaudiu o defensor quando ele deixou o gramado de maca.
Destacou-se por ser um grande líder de sua equipe dentro de campo, o que o faz ser um dos jogadores mais respeitados da história do clube.

### Seleção Nacional
Pela Seleção Espanhola, disputou os Jogos Olímpicos de Sydney, em 2000, na qual a Espanha ficou com a medalha de prata, e também a Euro 2004. Dois anos depois, foi titular na Copa do Mundo de 2006.
Em 2008, foi peça importante da Seleção Espanhola que conquistou a Eurocopa realizada na Áustria e na Suíça. Após o torneio, Puyol foi eleito um dos melhores jogadores deste, fazendo parte da equipe da Euro.
Em 7 de julho de 2010, o defensor marcou o único gol da vitória sobre a Alemanha, que classificou a Espanha para a final da Copa do Mundo de 2010. Sua última partida pela Seleção, a centésima, ocorreu em um amistoso contra o Uruguai no dia 6 de fevereiro de 2013.

### Aposentadoria
Anunciou em 4 de março de 2014 que deixaria o clube no fim da temporada europeia, motivada por seguidas lesões que sofreu nos últimos anos. Despediu-se do clube em 15 de maio de 2014.
Manteve seu vínculo com o clube brevemente, como auxiliar do diretor de futebol Andoni Zubizarreta, porém deixou o cargo em 5 de janeiro de 2015 após a demissão de Zubizarreta.

## Estatísticas
Atualizadas até 2 de março de 2014

### Clube
| Clube             | Temporada         | Liga  | Liga | Copa  | Copa | Competições europeias | Competições europeias | Outras competições | Outras competições | Total | Total |
| Clube             | Temporada         | Jogos | Gols | Jogos | Gols | Jogos                 | Gols                  | Jogos              | Gols               | Jogos | Gols  |
| ----------------- | ----------------- | ----- | ---- | ----- | ---- | --------------------- | --------------------- | ------------------ | ------------------ | ----- | ----- |
| Barcelona B       | 1996-97           | 1     | 1    | –     | –    | –                     | –                     | –                  | –                  | 1     | 1     |
| Barcelona B       | 1997-98           | 42    | 3    | –     | –    | –                     | –                     | –                  | –                  | 42    | 3     |
| Barcelona B       | 1998-99           | 38    | 2    | –     | –    | –                     | –                     | –                  | –                  | 38    | 2     |
| Barcelona B       | 1999-00           | 8     | 0    | –     | –    | –                     | –                     | –                  | –                  | 8     | 0     |
| Barcelona B       | Total             | 89    | 6    | –     | –    | –                     | –                     | –                  | –                  | 89    | 6     |
| Barcelona         | 1999-00           | 24    | 0    | 5     | 0    | 8                     | 0                     | 0                  | 0                  | 37    | 0     |
| Barcelona         | 2000-01           | 17    | 0    | 2     | 0    | 5                     | 0                     | –                  | –                  | 24    | 0     |
| Barcelona         | 2001-02           | 35    | 2    | 1     | 0    | 15                    | 0                     | –                  | –                  | 51    | 2     |
| Barcelona         | 2002-03           | 32    | 0    | 0     | 0    | 14                    | 0                     | –                  | –                  | 46    | 0     |
| Barcelona         | 2003-04           | 27    | 0    | 4     | 0    | 7                     | 0                     | –                  | –                  | 38    | 0     |
| Barcelona         | 2004-05           | 36    | 0    | 1     | 0    | 8                     | 0                     | –                  | –                  | 45    | 0     |
| Barcelona         | 2005-06           | 35    | 1    | 3     | 0    | 12                    | 0                     | 2                  | 0                  | 52    | 1     |
| Barcelona         | 2006-07           | 35    | 1    | 7     | 0    | 8                     | 1                     | 5                  | 0                  | 55    | 2     |
| Barcelona         | 2007-08           | 30    | 0    | 7     | 0    | 10                    | 1                     | –                  | –                  | 47    | 1     |
| Barcelona         | 2008-09           | 28    | 1    | 6     | 0    | 11                    | 0                     | –                  | –                  | 45    | 1     |
| Barcelona         | 2009-10           | 32    | 1    | 2     | 0    | 9                     | 0                     | 5                  | 0                  | 48    | 1     |
| Barcelona         | 2010-11           | 17    | 1    | 2     | 0    | 8                     | 0                     | 0                  | 0                  | 17    | 1     |
| Barcelona         | 2011-12           | 26    | 3    | 7     | 2    | 9                     | 0                     | 2                  | 0                  | 44    | 5     |
| Barcelona         | 2012-13           | 13    | 1    | 5     | 1    | 4                     | 0                     | 0                  | 0                  | 22    | 2     |
| Barcelona         | 2013-14           | 5     | 1    | 6     | 1    | 1                     | 0                     | 0                  | 0                  | 12    | 2     |
| Barcelona         | Total             | 392   | 12   | 58    | 4    | 129                   | 2                     | 14                 | 0                  | 593   | 18    |
| Total na carreira | Total na carreira | 481   | 18   | 58    | 4    | 129                   | 2                     | 14                 | 0                  | 682   | 24    |

### Gols pela seleção nacional
| #  | Data                  | Local                     | Adversário       | Placar | Resultado | Competição                  |
| -- | --------------------- | ------------------------- | ---------------- | ------ | --------- | --------------------------- |
| 1. | 17 de abril de 2002   | Belfast, Irlanda do Norte | Irlanda do Norte | 0–4    | 0–5       | Amistoso                    |
| 2. | 11 de outubro de 2008 | Tallinn, Estônia          | Estónia          | 0–3    | 0–3       | Elim. Copa do Mundo de 2010 |
| 3. | 7 de julho de 2010    | Durban, África do Sul     | Alemanha         | 1–0    | 1–0       | Copa do Mundo de 2010       |

## Títulos
Barcelona B
- Segunda Divisão Espanhola: 1997–98

Barcelona
- La Liga: 2004–05, 2005–06, 2008–09, 2009–10, 2010–11 e 2012–13
- Supercopa da Espanha: 2005, 2006, 2009, 2010 e 2011
- Liga dos Campeões da UEFA: 2005–06, 2008–09 e 2010–11
- Copa do Rei: 2008–09 e 2011–12
- Supercopa da UEFA: 2009
- Copa do Mundo de Clubes da FIFA: 2009 e 2011

Seleção Espanhola Sub-23
- Jogos Olímpicos: Prata em 2000

Seleção Espanhola
- Eurocopa: 2008
- Copa do Mundo FIFA: 2010

### Prêmios individuais
- Don Balón (Revelação do Campeonato): 2000–01
- Time do ano - ESM (European Sports Media): 2001–02, 2002–03, 2004–05 e 2005–06
- Time do Ano da UEFA: 2002, 2005, 2006, 2008, 2009 e 2010
- Zagueiro do ano da UEFA: 2006
- FIFPro World XI: 2007, 2008 e 2010
- Equipe da Euro: 2008
- Equipe do ano da FIFA: 2008, 2009 e 2012
- Equipe da Copa das Confederações FIFA: 2009
- Equipe da Copa do Mundo FIFA: 2010
- 46º melhor jogador do ano de 2012 (The Guardian)[11]
- IFFHS MEN’S ALL TIME SPAIN DREAM TEAM[12]